# Třída Todak
Třída Todak je třída hlídkových člunů Indonéského námořnictva. Jedná se o variantu PB 57 Mk V německé loděnice Lürssen. Celkem byly postaveny čtyři jednotky této třídy.

## Stavba
Celkem byly indonéskou loděnicí PT. PAL Indonesia ve městě Surabaja postaveny čtyři jednotky této třídy. Prototypová jednotka byla do služby přijata roku 2001.
Jednotky třídy Todak:
| Jméno          | Spuštěna | Vstup do služby | Status  |
| -------------- | -------- | --------------- | ------- |
| Todak (803)    |          | 2001            | aktivní |
| Hiu (804)      |          |                 | aktivní |
| Layang (805)   |          |                 | aktivní |
| Lemadang (806) |          |                 | aktivní |

## Konstrukce

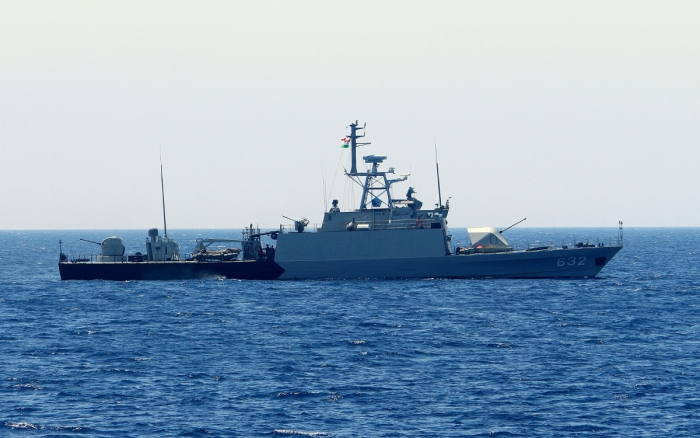
Lemadang (806)

Plavidla nesou navigační radar Thomson DR-3000, Scout a LIROD Mk 2.
Výzbroj plavidel se skládá z jednoho 57mm kanónu Bofors L/70, jednoho 40mm kanónu Bofors a jednoho 20mm kanónu. Pohonný systém tvoří dva diesely MTU 16V956 TB92 o celkovém výkonu 8 850 koní, pohánějící dva lodní šrouby. Nejvyšší rychlost dosahuje 27 uzlů. Dosah je 6100 námořních mil při rychlosti 15 uzlů.